# Anablepsoides waimacui
Anablepsoides waimacui es un pez de agua dulce la familia de los rivulines en el orden de los ciprinodontiformes.

## Morfología
De cuerpo alargado y franjas horizontales rojas y azules, los machos pueden alcanzar los 8,5 cm de longitud máxima.

## Distribución geográfica
Se encuentran en ríos de Sudamérica, en la cuenca del río Amazonas en Guyana.

## Hábitat
Viven en pequeños cursos de agua entre 24 y 28°C de pH 7, de comportamiento bentopelágico y no migrador.
No es un pez estacional. Es muy difícil de mantener en cautividad en acuario.